# Faysal bin Mish'al Al Sa'ud
Fayṣal bin Mishʿal Āl Saʿūd (in arabo فيصل بن مشعل بن سعود آل سعود‎?; Riyad, 1959) è un principe e politico saudita, membro della famiglia reale Āl Saʿūd.

## Biografia
Il principe Mish'al è nato a Riad nel 1959 ed è figlio del principe Mish'al bin Sa'ud e di Fawzia bint Mohammed bin Abd Allah Al-Qahtani.
Nel 1982 ha conseguito una laurea in scienze politiche presso l'Università Re Sa'ud. Nel 1988 ha seguito un corso di master nella stessa materia presso l'Università della California. Nel 2000 ha conseguito il dottorato di ricerca in scienze politiche presso l'Università di Durham.
Nel 1982, dopo la laurea, è stato assunto nell'ufficio di gestione degli aiuti esteri del Ministero della Difesa. Nel 1984 è stato trasferito all'ufficio di intelligence e sicurezza dello stesso dicastero. Nel 1988 è stato promosso a consigliere del ministro.
Il 22 ottobre 2005 è stato nominato vice governatore della provincia di al-Qasim. Il 29 gennaio 2015 il nuovo re Salman lo ha promosso governatore con rango di ministro al posto del principe Faysal bin Bandar, trasferito all'ufficio di governatore della provincia di Riyad.

## Vita personale
Il principe è sposato con Abir bint Salman al-Mandil e ha quattro figli, due maschi e due femmine.